# مکتب تاریخی اقتصاد
مکتب تاریخی اقتصاد رهیافتی دانشگاهی در علم اقتصاد و اداره جامعه است، که در سده نوزدهم میلادی در امپراتوری آلمان برآمد و رونق گرفت و تا سده بیستم میلادی دوام یافت. این مکتب که در طی ۳۰ سال یعنی از سال ۱۸۴۰ تا ۱۸۷۰ در اوج رونق و رواج بود، واکنشی در برابر مکتب کلاسیک بود و اصول عمده آن را به نقد می‌کشید.
بنیادگذاران این مکتب عبارت اند از فریدریش لیست (۱۷۸۹–۱۸۴۶) ویلهم روشر (۱۸۱۷–۱۸۹۴) و برونو هیلدبراند (۱۸۱۲–۱۸۷۸).

## باورها
نگره‌پردازان مکتب تاریخی بر این باور بودند، که تاریخ منبع اصلی در شناخت کنش آدمی و موضوعات اقتصادی است. از همین رو به باور شان اقتصاد چیزی فرهنگ-محور است و نمی‌توان برای آن اصولی کلی مستقل از زمان و مکان در نظر گرفت. ایشان علم اقتصاد را نه برآمده از منطق و ریاضیات، که برآیند موشکافی‌های تاریخی و تحلیل واقعیت محقق شده می‌دانستند و واقعیت سیاسی، اجتماعی، تاریخی را بر مدل‌سازی ریاضیاتی برمی‌گزیدند.
بیش‌تر اعضای این مکتب پشتیبان سیاست‌گذاری‌های اجتماعی بودند و اصلاحات اجتماعی و بهبود شرایط عمومی آدمی در دوره صنعتی شدن پرشتاب اروپای غربی را سرلوحه کار شان داشتند.
سه گرایش در این مکتب به چشم می‌آید:
- گرایش کهن، به رهبری ویلهلم روشر، کارل کنیز و برونو هیلدبراند.
- گرایش نو، به رهبری گوستاو شمولر، که دیگرانی چون کارل بوشر، آدولف واگنر را نیز در خود داشت.
- گرایش نوین، به رهبری ورنر زمبارت، که دیگرانی چون ماکس وبر را نیز در خود داشت.

اعضای مکتب تاریخی، که بسیاری شان رایزنان فردریش آلتهُف، مدیر بخش دانشگاه در وزارت‌خانه آموزش پروس از ۱۲۶۱ تا ۱۲۸۶، بودند، گماشتن استادان کرسی اقتصاد در دانشگاه‌های آلمان را در دست داشتند. مکتب تاریخی در روش با مکتب اتریشی در ستیز بود، که روشی بیش‌تر نگره‌ای داشت.

### انتقاد به اقتصاد کلاسیک
انتقادهای این مکتب به اصول مکتب کلاسیک بدین قرار است:
1. انتقاد به بینش مادی کلاسیک‌ها در مورد نیروهای مولد و این که در این نوع نگرش انسان تنها عامل تولید در نظر گرفته شده‌است. لیست معتقد است تولیدکننده ثروت از خود ثروت ارزشمندتر است و مشکل اساسی را مفهوم مولد بودن از نظر کلاسیک‌ها می‌داند و اظهار می‌دارد از نظر کلاسیک‌ها کسی که خوک تربیت می‌کند مولد است اما کسی که انسان تربیت می‌کند عضوی غیر مولد است در نظر ایشان نیوتن و جیمز وات به اندازه اسب یا گاوی که زمین را شخم می‌زند مولد نیستند.
2. انتقاد دیگر به روش نتیجه‌گیری کلاسیک‌ها یعنی روش قیاس بود. به نظر ایشان علت نا همخوانی نظریات کلاسیک‌ها با واقعیت در این است که کلاسیک‌ها به جای اینکه از روش استقرا به نتیجه برسند در مورد پدیده‌ها و وقایع اجتماعی و اقتصادی را با قواعد کلی و غیر تجربی توضیح می‌دهند.
3. انتقاد به اصل هماهنگی کلاسیک‌ها. این اصل با واقعیات و مشاهدات نمی‌سازد و در واقع از نظر طرف‌داران مکتب تاریخی کهن هیچ قانون اقتصادی وجود ندارد، که مطلق باشد و بشود آن را به همه جا تعمیم داد. اصل هماهنگی نیز به صورت قانونی کلی بیان شده‌است، بی این که از روش استقرا و مشاهده تجربی به دست آمده باشد؛ زیرا در عمل ناهماهنگی و حتی تقابل فرد و اجتماع به صورت عینی به اثبات رسیده‌است.
4. انتقاد به اصل خودخواهی از اصول کلاسیک‌ها. در این نگره خودخواهی و نفع شخصی تنها انگیزه رفتارهای انسان در نظر گرفته شده در حالی که عواملی چون احساس وظیفه از خود گذشتگی و ایثار نوع دوستی و ترحم و مانند آن می‌تواند محرکی برای رفتارهای انسانی باشد که در این اصل در نظر گرفته نشده‌است. به همین دلیل مکتب تاریخی بر عناصر اخلاقی در اقتصاد تأکید فراوان دارد؛ و انسان اقتصادی کلاسیک‌ها را نه به عنوان مدلی از انسان بلکه به عنوان کاریکاتوری ناقص از انسان می‌داند.
5. نقش دولت در اقتصاد. این مکتب ضمن رد نظر کلاسیک‌ها که دولت را فقط نگهبان می‌دانستند، دولت را وسیله‌ای برای تحقق هدف‌های اقتصادی آن هم هدف‌های غالباً عام‌المنفعه‌ای می‌داند، که افراد به صورت آزادانه نمی‌خواهند یا نمی‌توانند آن‌ها را انجام دهند.